# یاکوب بندر
یاکوب بندر (به آلمانی: Jakob Bender) بازیکن فوتبال و هافبک اهل آلمان است که از سال ۱۹۳۳ میلادی عضو تیم ملی فوتبال آلمان بوده‌است. وی در ۹ بازی ملی حضور داشته است و آخرین بازی ملی خود را در سال ۱۹۳۵ میلادی انجام داد. یاکوب بندر در بازی‌های ملی‌اش گلی به ثمر نرساند.